# Phorusrhacos longissimus
Phorusrhacos longissimus és una espècie d'ocell prehistòric extint de l'ordre dels gruïformes i la família dels forusràcids, l'única del gènere Phorusrhacos. Va ser descrit per primera vegada –erròniament identificat com un mamífer edentat– per F. Ameghino el 1887.
Vivia a l'Argentina. Tenia una alçada d'uns 2,5 metres i pesava uns 300 quilograms. Era un ocell carnívor i incapaç de volar.
Els seus parents vivents més propers són les seriemes.